# Праздники Бангладеш
Список праздников, официально отмечаемых в Народной Республике Бангладеш.
| Дата                | Календарь     | Русское название                           | Бенгальское название                  | Описание |
| ------------------- | ------------- | ------------------------------------------ | ------------------------------------- | --- |
| 1 шавваль           | Исламский     | Ид аль-Фитр                                | Rojar Eid রোজার ঈদ                      | Мусульманский праздник окончания Рамадана. |
| 10 зуль-хиджжа      | Исламский     | Ид аль-Адха                                | Korbani Eid কোরবানি ঈদ                   | Мусульманский праздник жертвоприношения. |
| Месяц ашарх         | Бенгальский   | Весак                                      | Buddho Purnima বুদ্ধ পূর্ণিমা               | Буддийский праздник рождения Гаутамы Будды. |
| 21 февраля          | Григорианский | День родного языка                         | Shohid Dibôsh শহীদ দিবস                 | Установлен в память о борьбе за статус бенгальского языка в 1952 году.                                                                            |
| 26 марта            | Григорианский | День независимости                         | Shadhinota Dibôsh স্বাধীনতা দিবস           | Установлен в память об официальном провозглашении независимости Бангладеш и начале Войны за независимость Бангладеш.                              |
| 13 апреля           | Бенгальский   | Окончание бенгальского года                | Biju-Sangrai-Boisuk বিজু-সানগ্রাই-বৈসুক      | Окончание года по бенгальскому календарю. Является официальным праздником только в общинах на юго-востоке страны.                                 |
| 1 байсакх 14 апреля | Бенгальский   | Бенгальский Новый год                      | Pôhela Boishakh' পহেলা বৈশাখ              | Начало года по бенгальскому календарю. |
| 1 мая               | Григорианский | Первомай                                   | Me Dibôsh মে দিবস                       | День международной солидарности трудящихся. |
| Плавающий           | Бенгальский   | Кришна-джанмаштами                         | Sri Krishno Jônmashṭomi শ্রী কৃষ্ণ জন্মাষ্টমী | Праздник рождения Кришны, отмечаемый индуистами Бангладеш и Восточной Индии.                                                                      |
| Плавающий           | Бенгальский   | Дурга-пуджа                                | Durga Puja দুর্গা পূজা                     | Индуистский праздник, посвящённый победе Дурги (жены Шивы) над демоном Махишей.                                                                   |
| 7 ноября            | Григорианский | День Национальной революции и солидарности | Jatio Sôŋhoti Dibôsh জাতীয় সংহতি দিবস      | Установлен в память о перевороте 1975 года, приведшем к свержению генерала Халеда Мушаррафа и приходу к власти военных во главе с Зиаур Рахманом. |
| 16 декабря          | Григорианский | День победы                                | Bijôe Dibôsh বিজয় দিবস                  | Установлен в память о победе о капитуляции пакистанских войск в 1971 году.                                                                        |
| 25 декабря          | Григорианский | Рождество                                  | Bôṛodin বড়দিন                          | Христианское Рождество. |